# Eve Brenner
Eve H. Brenner (* 19. Mai 1926 in San Diego, Kalifornien), geboren als Evelyn Halpern, ist eine US-amerikanische Schauspielerin und Sängerin, mit einer über 70 Jahre andauernden Karriere vor der Kamera und auf der Bühne.

## Karriere
Brenner startete ihre Karriere auf der Theaterbühne im Alter von 16 Jahren im Provincetown Playhouse in New York City und ist seit der Gründung Ensemble-Mitglied der Interact Theatre Company in Los Angeles. Während ihrer Karriere spielte sie unter anderem auch in San Francisco, aber auch außerhalb der Vereinigten Staaten in Kanada und in Japan.
Brenner war erstmals 1953 – unter ihrem Geburtsnamen Evelyn Halpern – vor der Kamera zu sehen: in der Folge A Ghost for Scotland Yard der Fernsehserie Superman – Retter in der Not verkörperte sie Betty. 1965 und 1977 folgten weitere Auftritte vor der Kamera in den Filmen Rat Fink und Marschier oder stirb, der auch unter dem Titel In der Wüste ist die Hölle los bekannt ist.
Erst im Alter von 59 Jahren startete Brenner ihre Film- und Fernsehkarriere und war regelmäßig in Filmen, Fernsehfilmen sowie in zahlreichen Fernsehserien zu sehen.
Im Fernsehen wirkte sie seit 1985 durchgehend in vielen bekannten US-amerikanischen Fernsehserien in Haupt- und Nebenrollen mit. Neben ihrem Auftritt in Superman – Retter in der Not, war sie unter anderem in Ein Engel auf Erden, Unbekannte Dimensionen, Mord ist ihr Hobby, Reich und schön, Chicago Hope – Endstation Hoffnung, Akte X – Die unheimlichen Fälle des FBI, Polizeibericht Los Angeles, The McCarthys, Baskets und 2019 in der Neuauflage von Magnum P.I. zu sehen.
Ab 1986 spielte sie in Filmen wie Die Spur der Bestie, Murder in the First – Lebenslang in Alcatraz, Die Kriegsmacher, Mit vollem Einsatz, Play the Game, Stand Up Guys und zuletzt 2019 in South of Heaven: Episode 1 – Little Sister. Sie wirkte auch in mehreren Kurzfilmen mit.
Neben der Arbeit vor der Kamera ist sie auch auf der Bühne zu sehen und vertonte als Synchronsprecherin Zeichentrickfilme. In Disneys Basil, der große Mäusedetektiv aus dem Jahr 1986 sprach sie die Mauskönigin „Maustoria“. Auf der Bühne spielte sie in Mark Twain and Friends, in Three Sisters, in The Madwoman of Chaillot und zwischen 2006 und 2007 in Paula Vogels The Oldest Profession die Figur der Mae.
Brenner ist lizenzierte Sprachpathologin, Stimm- und Dialekttrainerin und spricht fließend Jiddisch.
Im deutschen Sprachraum wurde Eve Brenner unter anderem von Barbara Adolph, Maresi Bischoff-Hanft, Peter Flechtner, Gisela Fritsch, Christel Merian, Hannelore Minkus, Sigrid Lagemann, Maria Landrock, Luise Lunow, Barbara Ratthey und Margit Weinert synchronisiert.

## Filmografie (Auswahl)

### Film
- 1965: Rat Fink
- 1977: Marschier oder stirb (auch: In der Wüste ist die Hölle los)
- 1986: Die Spur der Bestie (Torment)
- 1986: Basil, der große Mäusedetektiv
- 1991: Strays – Blutige Krallen (Strays; Fernsehfilm)
- 1995: Murder in the First (auch: Lebenslang in Alcatraz)
- 1996: Detektiv Rockford: Eine Frage der Ehre (The Rockford Files: The Godfather Knows Best; Fernsehfilm)
- 1997: Die Kriegsmacher (The Second Civil War; Fernsehfilm)
- 1997: Mit vollem Einsatz (On the Line; Hard Limit; Fernsehfilm)
- 1999: M.U.G.E.N (Videospiel)
- 2000: Kelly sucht das Weite (Finding Kelly)
- 2001: See Jane Run
- 2001: Arnie Allmächtig (Thank Heaven)
- 2002: Monkey Love
- 2002: Today I Vote for My Joey (Kurzfilm)
- 2009: Play the Game (auch: Play the Game – Ein Date Doktor für Grandpa)
- 2012: Departure Date (Kurzfilm)
- 2012: Stand Up Guys
- 2014: Mädelsabend – Nüchtern zu schüchtern! (Walk of Shame)
- 2017: Ben Is Dead (Kurzfilm)
- 2018: I’ll Be Next Door for Christmas
- 2019: South of Heaven: Episode 1 – Little Sister

### Fernsehen
- 1953: Superman – Retter in der Not (Adventures of Superman)
- 1985: George Burns Comedy Week
- 1985: Hollywood Beat
- 1987: Ein Engel auf Erden
- 1987: Me & Mrs. C.
- 1986–1987: Unbekannte Dimensionen
- 1988: Hunter
- 1989: Mord ist ihr Hobby
- 1990: Zurück in die Vergangenheit
- 1989–1990: McGee and Me!
- 1991: Einsatz in L.A. (The New Adam-12)
- 1991: Reich und schön
- 1991: Parker Lewis – Der Coole von der Schule
- 1992: Raumschiff Enterprise – Das nächste Jahrhundert (Episode 5x12 Geistige Gewalt)
- 1993: Doogie Howser, M.D.
- 1994: Murphy Brown
- 1994: Baywatch – Die Rettungsschwimmer von Malibu
- 1995: Dr. Quinn – Ärztin aus Leidenschaft
- 1995: Ein Strauß Töchter (Sisters)
- 1996: Star Trek: Raumschiff Voyager
- 1996: Profiler
- 1997: Spy Game
- 1997: Allein gegen die Zukunft
- 1997: The Visitor – Die Flucht aus dem All (The Visitor)
- 1998: X-Factor: Das Unfassbare
- 1998: Seinfeld
- 1996–1998: Chicago Hope – Endstation Hoffnung
- 1999: Palm Beach-Duo
- 1999: Poltergeist – Die unheimliche Macht
- 1999: Popular
- 2000: Ally McBeal
- 2000: G vs E (auch: Good vs Evil)
- 2000: Alabama Dreams (Any Day Now)
- 2000: Just Shoot Me – Redaktion durchgeknipst
- 2000: Akte X – Die unheimlichen Fälle des FBI
- 2001: Ein Hauch von Himmel
- 2001: Practice – Die Anwälte
- 2003: Emergency Room – Die Notaufnahme
- 2003: Luis
- 2003: Immer wieder Jim
- 2004: Blue Collar TV
- 2004: Dead Like Me – So gut wie tot
- 2004: Polizeibericht Los Angeles
- 2005: Twins
- 2006: Four Kings
- 2006: Cold Case – Kein Opfer ist je vergessen
- 2006: The Unit – Eine Frage der Ehre
- 2007: Das Sarah Silverman Programm
- 2010: Tripp’s Rockband
- 2010: Rizzoli & Isles
- 2010: The Mentalist
- 2012: The League
- 2014: The McCarthys
- 2015: Modern Family
- 2016: Zeit der Sehnsucht
- 2016: Grey’s Anatomy
- 2017: The Middle
- 2019: The Rookie
- 2016–2019: Baskets
- 2019: Magnum P.I.

## Theater (Auswahl)
- 1942: Provincetown Playhouse, New York City
- 1989: Counsellor-at-Law (Interact, Los Angeles)
- 2006–2007: The Oldest Profession (The Odyssey Theatre, Los Angeles)